# Groene dwergijsvogel
De groene dwergijsvogel (Chloroceryle aenea) is een vogel uit de familie Alcedinidae (ijsvogels).

## Verspreiding en leefgebied
Deze soort komt voor van zuidelijk Mexico tot noordelijk Argentinië en telt twee ondersoorten:
- C. a. stictoptera: van zuidelijk Mexico tot centraal Costa Rica.
- C. a. aenea: van centraal Costa Rica tot noordelijk Bolivia, Paraguay, het zuidelijke deel van Centraal-Brazilië en noordelijk Argentinië.

## Status
De grootte van de populatie is in 2019 geschat op 0,5-5 miljoen volwassen vogels. Op de Rode lijst van de IUCN heeft deze soort de status niet bedreigd.